# Melanergon vidua
Melanergon vidua is een vlinder uit de familie van de Eupterotidae. De wetenschappelijke naam van de soort is voor het eerst geldig gepubliceerd in 1865 door Walker.